# Xanthopimpla trifasciata
Xanthopimpla trifasciata là một loài tò vò trong họ Ichneumonidae.